# Tomaz Lavric
Tomaž Lavrič, noto anche con lo pseudonimo di TBC (Lubiana, 3 dicembre 1964), è un fumettista sloveno.

## Biografia
Dopo aver studiato pittura all'Accademia di Belle Arti, inizia la sua carriera nel mondo dei fumetti nel 1988, realizzando vignette a sfondo politico sulla situazione iugoslava.
Il suo primo fumetto completo è Rdeci Alarm (Allarme Rosso), del 1996, per metà autobiografico, per metà storia nostalgica di un gruppo di giovani punk sotto il regime comunista.
Nel 1997 presenta una parodia umoristica del mondo dei supereroi, Ratman, quindi Racconti di Bosnia, una raccolta di brevi storie sulla guerra in Bosnia che gli ha valso il Grand Prix al Festival di Sierre, in Svizzera, e il Lion d'Argent a Bruxelles nel 1999.
Altre sue opere sono La fuga di Lucertola e Tempi nuovi, usciti, come Racconti di Bosnia, per la Magic Press, e il 4º capitolo de Il Decalogo, su testi di Frank Giroud, edito da Panini Comics.
Attualmente lavora come illustratore e caricaturista per giornali e antologie di natura politica.